# Ильинский, Фёдор Михайлович
Фёдор Миха́йлович Ильи́нский (1863 — ?) — русский этнограф.
Окончил Киевскую духовную академию.

## Важнейшие произведения
- «Внешнее состояние православия на Волыни» (Почаев, 1892);
- «Большой катехизис Лаврентия Зизания как учёно-литературное произведение» («Труды Киевской Дух. Академии», 1898);
- «Дьяк Иван Курицын» («Русский Архив», 1895);
- «Еретик Сеит» 1915;
- «Митрополит Зосима и дьяк Феодор Васильевич Курицын» 1905;
- «Русские Богомилы XV века. («Жидовствующие»)» 1905;
- «Русская свадьба в Белгородском уезде Курской губернии» (Кременец, 1894).